# 李天仁
李天仁，中華民國（台灣）企業家、政治人物，曾任桃園縣議員，後代表中國國民黨在台灣省第二選區（桃竹苗）當選為第一屆第三次增額立法委員。